# Provincia di Chañaral
La provincia di Chañaral è una delle tre province della regione cilena di Atacama, il capoluogo è la città di Chañaral.	
La provincia è costituita da due comuni:
- Chañaral
- Diego de Almagro